# Marie Takvam
Marie Takvam, född 6 december 1926 i Hjørundfjord, Ørsta kommun på Sunnmøre, Møre og Romsdal fylke, död 28 januari 2008, var en norsk författare, översättare och skådespelare.
Takvam flyttade till Oslo för att studera psykologi. Hon debuterade som författare 1951.